# Thomas Whittemore
Thomas Whittemore (ur. 2 stycznia 1871 w Cambridgeport, w pobliżu Cambridge, zm. 8 czerwca 1950 w Waszyngtonie) – amerykański archeolog, bizantynolog.

## Życiorys
W 1894 ukończył Tufts University. Od 1911 roku aż do śmierci pełnił funkcję amerykańskiego przedstawiciela przy Egyptian Exploration Fund. W okresie I wojny światowej sprawował wiele funkcji pomagając rosyjskim uchodźcom; współpracował m.in. z Tatianą Romanową. Jego bliskie relacje z Kemal Paszą pozwoliły mu uzyskać zezwolenie rządu tureckiego, aby rozpocząć renowacje mozaiki w Hagia Sophia w 1931 roku. Był założycielem Byzantine Institute of America (1931).  